# Slimminge
Slimminge is een plaats in de Deense regio Seeland, gemeente Køge, en telt 441 inwoners (2008).